# William Mason
William Mason   (Boston, 24 de gener de 1829 - Nova York, 14 de juliol de 1908) fou un compositor estatunidenc i pianista de mèrit.
El seu pare era el compositor Lowell Mason, una figura líder en la música de l'església nord-americana, i el seu germà menor, Henry Mason, era cofundador dels fabricants de piano Mason i Hamlin.
Estudià cinc anys a Alemanya, on va tenir com a mestres a F. Liszt, E. F. Richter i I. Moscheles, es va fer aplaudir com a concertista a Praga, Weimar i Londres i finalment retornà a la seva pàtria i a Nova York fundà una societat de concerts.
Es dedicà principalment a la ensenyança, i publicà algunes composicions per a piano, un Mètode pel mateix instrument i Memoirs of a musical life (1901).